# Apareiodon vittatus
Apareiodon vittatus is een straalvinnige vissensoort uit de familie van de rotszalmen (Parodontidae). De wetenschappelijke naam van de soort is voor het eerst geldig gepubliceerd in 1977 door Garavello.